# 六氟磷酸亚硝酰
六氟磷酸亚硝酰是一种无机化合物，化学式为NOPF6。它可由亚硝酰氯、氟化氢和五氟化磷在二氧化硫或硝基甲烷中反应制得。它在硝基甲烷中和铜反应，可以得到[Cu(CH3NO2)5(NO)][PF6]2。它在合成中常用作单电子氧化剂。

## 拓展阅读
- R. D. Peacock, I. L. Wilson. . Journal of the Chemical Society A: Inorganic, Physical, Theoretical. 1969: 2030  [2023-03-06]. ISSN 0022-4944. doi:10.1039/j19690002030 （英语）.